# Phryxe rotundata
Phryxe rotundata är en tvåvingeart som beskrevs av Robineau-desvoidy 1830. Phryxe rotundata ingår i släktet Phryxe och familjen parasitflugor.
Artens utbredningsområde är Frankrike. Inga underarter finns listade i Catalogue of Life.